# Lloyd Italico
Il Lloyd Italico è stata una compagnia assicuratrice italiana.

## Storia
Il Lloyd Italico Compagnia di assicurazioni e riassicurazioni venne fondato nel 1917 a Genova da due imprese del gruppo Perrone, la Ansaldo e la Società Nazionale di Navigazione. La compagnia era specializzata nelle assicurazioni marittime e si collocava nel segmento di alta qualità del settore assicurativo.
Nel 1934 il Lloyd Italico assorbì altre compagnie genovesi come L'Ancora, Oceanus ed Ermes. Nello stesso periodo divenne presidente della società l'assicuratore genovese Emilio Borzino.
Nel 1946 la presidenza passò da Borzino ad Andrea Giuseppe Croce, futuro presidente della Federazione Internazionale della Vela e dello Yacht Club Italiano e la rete delle agenzie venne estesa a tutta Italia.
Nel 1978 il Lloyd Italico era la diciottesima compagnia assicuratrice italiana. Nel 1980 fu acquisito dall'Italia Assicurazioni e nel 1982 fu incorporato.
Nel 1990 fu ricostituito il Lloyd Italico Assicurazioni S.p.A. e ceduto al gruppo inglese Royal Insurance; nell'ambito di questa ristrutturazione venne costituito anche il Lloyd Italico Vita. Sei anni dopo le due compagnie passarono alla Toro Assicurazioni del gruppo Fiat.
Nel 2004 il Lloyd Italico fu incorporato nella Toro con la formula della divisione autonoma che mantiene una gestione separata e continua ad operare con il proprio marchio. Questa formula è continuata dopo il 2009, con l'ingresso nel gruppo Generali, fino al 2016, quando il marchio Generali Italia ha sostituito tutti quelli storici.